# Nicolaes Gillis
Nicolaes Gillis (říjen 1592 či květen 1593 Antverpy – 1632 či později Haarlem) byl nizozemský malíř známý pro svá zátiší s jídlem.

## Život a dílo
O Gillisově životě je známo jen velmi málo. Zřejmě se narodil v Antverpách v říjnu 1592 či květnu 1593, kdy se v pramenech objevují informace o pokřtění Nicolause Giellise a Nicolause Gillise. Pravděpodobně již v mladém věku opustil své rodné město a společně s rodiči přesídlil do Haarlemu, kde se 6. září 1615 oženil s Tanneken Abelsovou z Brugg. Nejspíš nebyl členem žádného uměleckého spolku. 
Spolu s Florisem van Dijckem je považován za zakladatele tzv. Banketjes nebo též Ontbijtjes, což jsou zátiší s jídlem a jinými předměty rozprostřenými na stole. Na Gillisových obrazech se nachází množství potravin, sklenic a jiného nádobí, které se ale takřka nepřekrývá; předměty jsou malované z úhlu, který umožňuje jejich téměř úplné zobrazení (stůl působí jako by se převracel), čímž ale díla ztrácí na realističnosti a působí uměle.
Kromě uvedeného Gillis také maloval květinová zátiší a zátiší s ovocem.
V Národní galerii Praha se nachází jeho obraz Zátiší na stole z roku 1614.

## Galerie

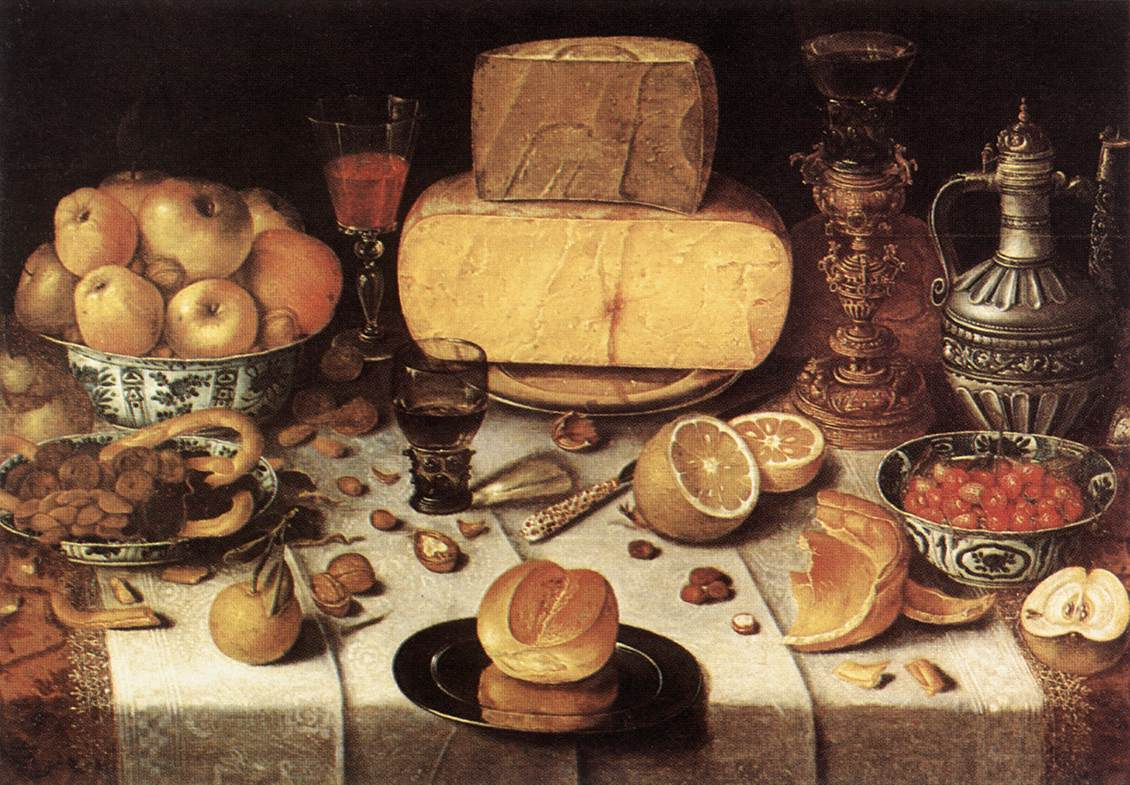
Prostřený stůl, 1611
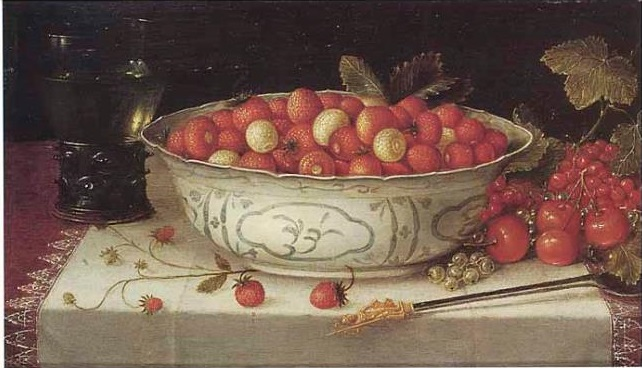
Zátiší s jahodami v míse z éry Wan-li, roemerem, lžičkou a ovocem na stole pokrytém bílým ubrusem.